# 刀塔霸业
《刀塔霸业》是一款由Valve开发和发行，基于刀塔自走棋的免费战略游戏，于2019年1月公布。刀塔霸业于2019年6月20日进行早期测试，于2020年2月25日正式发布。

## 游戏性
刀塔霸业的游戏类型是类似国际象棋的多人战略竞争，玩家在准备阶段将“英雄”放置在8*8的网格战场上。两个玩家都准备好后，场上的英雄会自动与对手战斗，而不需要玩家手动操作。一场游戏最多8名玩家轮流一对一战斗，胜利者是最后一人。除了玩家对战还可以与电脑进行对战。游戏过程中，玩家会获得黄金和经验，用于升级英雄。玩家也可以使用物品来增强英雄的属性奖励。

## 开发和发布
刀塔霸业是Valve基于Android、iOS、MacOS、Microsoft Windows和Linux系统进行开发。由于Dota 2的游戏模组刀塔自走棋在网络爆火（2019年4月时玩家数已经超700万），Valve与刀塔自走棋开发者巨鸟多多工作室讨论直接以此开发一个新游戏，但双方未能达成协议，他们表示双方单独开发游戏才符合他们的最大利益。刀塔霸业是使用Valve的起源2引擎开发，也是第一个在使用起源2引擎的移动平台游戏。
Valve于2019年5月发行刀塔霸业，并于2019年6月20日以免费游戏的方式提前进行早期测试。在发布的几天内，游戏在全球范围内的下载量超过了150万，在Steam上同时在线玩家超过20万。Valve计划早期测试将持续几个月，最终正式版本将添加重放系统、排名匹配、每日挑战和奖励以及战斗通行证等功能。刀塔霸业可以在PC和移动版本进行跨平台游戏。

## 评价
Polygon称刀塔霸业是刀塔自走棋的克隆，对新玩家更有吸引力，但与刀塔自走棋的相似处过多会导致老玩家没有玩的理由，“游戏需要更加独一无二，才能活下去”。
IGN认为刀塔霸业更适合新手玩家，用户界面是其中的部分原因。